# Р-5В
Ракета Р-5В (Р-5ВАО, В-5В) — советская одноступенчатая жидкостная геофизическая ракета.

## История создания
Создана на базе разработанной под руководством С. П. Королёва в ОКБ-1 баллистической ракеты средней дальности Р-5М.
27 июля 1963 года Королёв согласовал техническое задание на разработку новой серии академических ракет Р-5В. Она предназначалась главным образом для проведения научных исследований по программе высотной астрофизической обсерватории (ВАО). Поэтому ракеты новой серии имели ещё один индекс — Р-5ВАО.
Чтобы обеспечить нормальное функционирование аппаратуры ВАО и выполнение научных задач по изучению Солнца и галактических объектов, нужно было осуществлять пуск ракеты по траектории, близкой к вертикальной, и обеспечивать стабилизацию ракеты на пассивном участке. Требовалось сбросить носовой конус и освободить верхнюю полусферу с аппаратурой ВАО, которая оставалась открытой в течение дальнейшего полёта. Установка ВАО не имела иллюминаторов и герметичных отсеков.
После завершения работы установка ВАО опускалась в специальный контейнер. Для отделения контейнера с последующим спасением нужно было разворачивать ракету в горизонтальное положение на высоте 100 км нисходящей ветви траектории. Предусматривалось спасение установки ВАО целиком, без её деления на части, что диктовалось необходимостью спасать 25 кассет с отснятыми фотоплёнками и дорогостоящие приборы с дифракционными решетками, кварцевой оптикой и сложными механизмами.
ОКБ-1 предусматривало продолжение экспериментов для перспективных разработок и на ракете Р-5В. Намечалось исследовать аэродинамику и теплообмен на модели, соответствующий геометрической форме спускаемого аппарата нового пилотируемого корабля 7К, который должен был сменить корабли «Восток» и «Восход».
Кроме того, на ракете Р-5В проводились эксперименты ряда институтов АН СССР и отраслевых институтов.

## Пуски
В начале 60-х годов в Бюраканской обсерватории начались работы по созданию высотных астрофизических обсерваторий, возглавлял эти работы Григор Арамович Гурзадян (первый пуск состоялся 15 февраля 1961 года). Были созданы ракетные обсерватории К-2, К-3 и К-4, которые запускались на высотных ракетах, достигавших высот до 500 км. Обсерватории К −2 предназначались для исследования Солнца в ультрафиолетовой области спектра 912 — 3000 Å и в области мягкого рентгена (1-100 Å), а КЗ и К4 -для исследования звезд, галактик и туманностей в УФ диапазоне 500 — 3000 Å . Научные инструменты размещались на двухосной стабилизируемой платформе, в отделяемой от ракеты, головной капсуле. Для обеспечения нормального функционирования аппаратуры высотных астрофизических обсерваторий (ВАО) и выполнения научных задач по изучению Солнца и галактических объектов ракеты были оснащены системами успокоения и стабилизации на пассивном участке траектории.
Первый пуск ракеты Р-5В состоялся 26 сентября 1964 года и был аварийным.
Первый частично успешный пуск ракеты Р-5ВАО удалось осуществить только 13 октября 1965 г. Астрофизиков постигла неудача. Пневматическое устройство, открывающее полуоболочки контейнера, не сработало, и провести измерения не удалось. По другим позициям научной программы во время пуска 13 октября 1965 г. были получены важные научные результаты. Впервые удалось получить данные по аэродинамике и теплообмену в натурных условиях полёта при входе в плотные слои атмосферы с гиперзвуковой скоростью (М = 10). Во время этого пуска были также получены новые научные результаты с помощью аппаратуры АН СССР: высотные профили концентрации и температуры электронов, высотное изменение интегрального коэффициента поглощения ультрафиолетового излучения Солнца в ионосфере, спектральное распределение инфракрасного излучения Земли, электрофизические параметры ионосферы и др.
В 1964—1967 гг. проведено пять пусков Р-5В, однако в 1967 г. работы были временно прекращены из-за ряда выявленных замечаний по работе систем, обеспечивающих функционирование ВАО.
В феврале-марте 1968 г. работы по Р-5В были возобновлены. При этом в течение 1968—1969 гг. были разработаны более совершенные схемы и конструкции головного блока и контейнера, использованные для ракетной астрофизической обсерватории (РАО).
Пуски возобновились в апреле 1970 г. При всех пусках Р-5В проводилось исследование аэродинамики и теплообмена на модели, соответствующей по геометрической форме спускаемому аппарату, имеющему форму «фара». В последующие годы полученные данные использовались при создании СА кораблей типа 7К.
Из семи запущенных до 1971 г. ракет две были выделены для проведения исследований в рамках международной программы «Вертикаль».
28 ноября 1970 года начался новый этап космических экспериментов, проводимых с помощью геофизических ракет, при участии социалистических стран в области исследования и использования космического пространства в мирных целях. В 8 часов 30 минут по московскому времени с космодрома Капустин Яр ракета «Вертикаль-1» была выведена в космос на высоту 487 километров. Это стало возможным, когда к проектированию были подключены лучшие проектанты и конструкторы, которые в короткий срок создали принципиально новый головной блок, не имеющий аналогов в мировой космонавтике. В состав головного блока входили сферической формы спускаемый аппарат (СА) и цилиндрический приборный отсек (ПО), в котором, помимо приборов системы управления, размещалась модель, соответствующая по геометрической форме спускаемым аппаратам серии «Союз». В последующие годы полученная информация по аэродинамике и теплообмену использовалась при создании СА кораблей модификации «7К».
Сферический СА, в котором размещалась астрофизическая аппаратура, включающая в себя солнечные и звёздные телескопы, имел разъём ниже своего экватора. Верхняя часть СА служила поворотной крышкой, снабжённой механизмами отпирания и запирания, а также открытия и закрытия. Основная масса этих механизмов в виде объёмных гидравлических приводов была размещена на ПО, что освободило место для научной аппаратуры, облегчило СА и парашютную систему. Были также разработаны оригинальные узлы соединения сферического СА с ПО и т. д.
В разработке, изготовлении, экспериментальной наземной и лётной отработке участвовали ведущий конструктор А. М. Петряхин и сотрудники сектора В. П. Багров, Г. С. Болдырев, Ю. Г. Бутин, Н. А. Калашников, В. Н. Мяков, А. Л. Пискун, В. М. Полищук и др. под руководством Сталя Денисова.
Утром 28 ноября 1970 года с космодрома Капустин Яр состоялся старт. После достижения заданной высоты на головном блоке ракеты открылись многочисленные штанги с датчиками приборов. Несколько секунд спустя сработали механизмы открытия и разворота крышки сферического СА, что создало круговой обзор астрофизическим приборам. Через 10 минут головной блок «Вертикали-1» перешёл на нисходящую ветвь траектории. Одновременно из ПО головного блока особым пиротолкателем была вытолкнута модель спускаемого аппарата космического корабля «Союз Т», которая приземлялась отдельно.
Крышка СА закрылась и была заперта, предохраняя астрофизическую обсерваторию от воздействия плотных слоёв атмосферы. Ещё через несколько секунд сферический СА был отделён от головного блока при помощи твердотопливного двигателя. Пустые баки ракеты-носителя взорвались, но это уже было не опасно для отделившегося СА. который опустился на парашютах, сбросив балансировочный груз вместе с лобовой частью крышки.
Поисковая доставила СА в монтажно-испытательный корпус. В СА находились приборы и результаты эксперимента по изучению Солнца, его коротковолнового излучения, спектра и фотографий в мягкой рентгеновской области излучений и т. д.
20 августа 1971 года в соответствии с программой «Интеркосмос» с космодрома Капустин Яр была запущена геофизическая ракета «Вертикаль-2». Большинство дорогостоящих астрофизических приборов, возвращённых на Землю после полёта ракеты «Вертикаль-1», было успешно использовано во втором эксперименте. Ракета предназначена для продолжения комплексных исследований ультрафиолетового и рентгеновского излучений Солнца, параметров ионосферы и метеорных частиц. В СА размещалась аппаратура изготовленная в СССР, ГДР, Польше, Венгрии и Чехословакии. Ракета доставила аппаратуру на высоту 463 километра. На нисходящем участке на высоте 90 километров было произведено отделение СА, который приземлился с помощью парашютной системы.
За успешную работу по программе «Вертикаль» и участие в выставке, где был экспонирован головной блок, занявший первое место, ряд работников ОКБ-1 был награждён медалями и грамотами ВДНХ СССР.
Всего с полигона Капустин Яр в период с 26 сентября 1964 г.по 9 октября 1971 г. было выполнено двенадцать пусков ракеты Р-5В, два из которых были аварийными.

## Технические характеристики
| Стартовая масса                    | 29 т                                |
| Масса незаправленной ракеты        | 5 т                                 |
| Двигатель                          | ЖРД РД-103М                         |
| Тяга двигателя у Земли / в вакууме | 44 тс / 51 тс                       |
| Удельный импульс у Земли/в вакууме | 220 с / 248 с                       |
| Компоненты топлива                 | 92 % этиловый спирт-жидкий кислород |
| Длина (полная)                     | около 23 м                          |
| Диаметр корпуса                    | 1652 мм                             |
| Размах стабилизаторов              | 3452 мм                             |
| Масса головной части ракеты        | 1300 кг                             |
| Высота подъёма                     | 463-487 км                          |
| Высота отделения СА на спуске      | 62 км                               |